# У средини мојих дана
„У средини мојих дана” је југословенски филм из 1988. године. Режирао га је Јаков Седлар а сценарио је написао Хрвоје Хитрец.

## Радња
Позната позоришна глумица сазнаје да је оболела од карцинома. Обесхрабрена, одлази у Међугорје где сведочи људској несрећи, али и изразитој вери бројних болесника у чудесни спас путем заговора Мајке Божје. Мада сама не очекује чудо, јер је рационална и скептична особа, фасцинира је нада тих људи...

## Улоге
| Глумац             | Улога            |
| ------------------ | ---------------- |
| Цинтија Аспергер   | Јулија           |
| Миа Беговић        | Гардеробијерка   |
| Хасија Борић       | Домаћица         |
| Борис Каваца       | Марко            |
| Влатко Дулић       | Редитељ          |
| Зоран Гогић        | Пословни партнер |
| Вјенцеслав Капурал | Ћелавац          |
| Љубомир Керекеш    | Младић           |
| Сања Кордић        | Американка       |
| Марија Крпан       | Глумица на проби |
| Перо Квргић        | Отац             |
| Томислав Липљин    | Ватрогасац       |
| Данко Љуштина      | Пијанац          |

Остале улоге  ▼
| Глумац           | Улога        |
| ---------------- | ------------ |
| Борис Михољевић  | Лијечник     |
| Јелена Михољевић | Маја         |
| Марија Павловић  | Посебан гост |
| Радко Полич      | Роберт       |
| Барбара Роко     | Часна сестра |
| Доминик Седлар   | Дечак        |
| Весна Стилиновић | Шанкерица    |
| Едо Вујић        | Човјек       |
| Крешимир Зидарић | Директор     |
| Ранко Зидарић    | Фратар       |
| Милена Зупанчић  | Тина         |